# 威悉演习行动
威瑟演習作戰（德語：Unternehmen Weserübung）又稱威瑟堡行動，是德國在第二次世界大戰時向挪威和丹麥發起的袭击行动，德軍代號為威瑟演習作戰（德语：Weserübung），意即「威悉河演習」。德國在1940年4月9日當地時間4时15分偷襲挪威和丹麥，并宣称是為了要從英法手中保護兩國中立。
入侵的战略目标是占领挪威港口，以扩大德国在对英战争中的主動地位，防止海上封锁、控制波罗的海的出海口，并确保德国军备工业的铁矿石供应。尼古拉斯·冯·法尔肯霍斯特将军领导下的规划者认为丹麦作为补给路线是不可或缺的。从长远来看，同属北欧人种的挪威和丹麦将并入欧洲大陆的“大日耳曼帝國” 。
在战争中丹麦和挪威均声称中立，丹麦是自1939年唯一与德国缔结互不侵犯条约的北歐國家。在对两国的军事行动开始后，德国虚伪地向两国发出最后通牒，保证两国立即投降后在领土完整和政治独立都不会受到影响，但挪威拒绝了；而德军残酷的手段和压倒性的军事优势，使丹麦在战斗开始的六个小时后就向德军投降。
在纳尔维克战役中，德国国防军在挪威北部遭受了战争中的第一次失败；1940年5月24日，援助挪威的盟军取得胜利，即将把德军赶回瑞典，然而此时法国方面的战局迫使盟国远征军回到法国。直到6月9日，愛德華·迪特爾将军率领的德军才重新夺回纳尔维克。6月10日，挪威投降，当时德国在西线战役中的胜利已是可预见的。6月22日，法国投降，西欧战场以德国的全面胜利而宣告结束。

## 軍事和政治背景

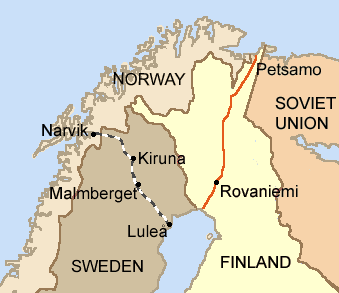
鐵礦在基律納和Malmberget開採後經鐵路運到納爾維克和呂勒奧的港口（圖為1920年—1940年國境）

自1939年春季英國海軍總部便將斯堪的那維亞視為將來與德國開戰時的潛在戰區，英國政府不願再次在大陸上開戰，認為會重蹈一戰覆轍，所以開始考慮使用封鎖戰術間接削弱德國，德國工業非常依賴來自瑞典的鐵礦，這些鐵礦主要經由挪威納爾維克港和瑞典呂勒奧運輸，其中納爾維克港冬天不會結冰，因此可全年無休供應鐵礦。
1939年10月德國海軍總司令埃里希·雷德尔上將與希特勒討論了挪威若出現英國基地的危險以及在英國之前奪取這些基地的可能，德國海軍認為取得挪威除了可控制其附近海域，也可作為未來對英國作戰的基地，不過因為當時陸空軍對此不感興趣，因此希特勒只表示作戰重心將集中在低地國家。
11月底英國戰爭內閣的新成員溫斯頓·邱吉爾提議在挪威海域佈雷，這可迫使運礦船更深入北海，英國皇家海軍就可在此攔截，不過此提案被鴿派張伯倫和哈利法克斯否決，因為害怕來自中立國家如美國的負面反應。1939年11月蘇聯和芬蘭的冬季戰爭爆發，因外交環境改變，邱吉爾再次提出他的佈雷計畫，但再次遭到否決。
12月英國和法國開始計劃援助芬蘭，他們計劃將部隊登陸在挪威的納爾維克，然後穿越瑞典進入芬蘭，這也將使盟軍得以佔領瑞典的鐵礦區，這個計畫獲得張伯倫和哈利法克斯的支持，他們希望獲得挪威的合作，這樣可以解決一些法律問題，但向此兩國發出的嚴厲通告只得回負面反應，遠征計畫仍然繼續進行，但因芬蘭在3月求和導致理由消失。

### 計劃階段
1939年12月14日在相信盟軍可能威脅鐵礦來源後，希特勒下令國防軍最高統帥部草擬入侵挪威計畫，此草擬計劃只預計投入1個師的兵力。
1月14日至19日德國海軍研究出草擬計畫的加強版。他們決定有兩項關鍵要素，第1是偷襲，以減少挪威的抵抗和英國的干預，第2是用軍艦而非較慢的商船運送部隊，這使得同時佔領所有目標成為可能，因為運輸船会受到航程限制。新計畫將投入1個軍的兵力，包括1個山地師、1個空降師，1個摩托化步兵旅和2個步兵師，這些部隊的任務目標是：
- 挪威首都奧斯陸及週邊城市
- 卑爾根
- 納爾維克
- 特罗姆瑟
- 特隆赫姆
- 斯塔萬格

此計畫亦要求快速捕獲丹麥和挪威國王，希望可以藉此迫使對方投降。
1940年2月21日行動指揮權交給尼古拉斯·馮·法爾肯霍特將軍，他在一戰時曾在芬蘭作戰，因此熟悉極地作戰，不過他只有地面部隊的指揮權，雖然希特勒希望能将指挥权统一。
1940年1月27日最終的計畫被命名為威瑟堡（Weserübung），由德國第21軍領軍，其內包含德軍第3山地師和另外5個步兵師，其中的步兵师全部未曾上過戰場。計畫的第1梯隊包含3個師，剩下的留待第2波，有3個傘兵連用於佔領機場，德軍第2山地師後來也被加入作戰。
原計畫是入侵挪威和以外交手段取得丹麥機場，但希特勒在3月1日指示兩者皆入侵，這是因為德國空軍以防空預警為由堅決要求佔領戰鬥機基地，為了入侵丹麥而編成的第16軍，包含2個步兵師和第11摩托化步兵旅，整個行動將由空軍第10軍支援，由大約千架各式飛機組成。

### 前奏
2月16日英國的“哥薩克”號驅逐艦（HMS Cossack）違反挪威中立在挪威領海登上同樣違反挪威中立的德國運輸艦“阿爾特馬克”號（Altmark），並釋放約300名英國戰俘，希特勒視此為英國有意違反挪威中立的明顯訊號，因此更堅定了侵略的決心。
3月12日在冬季戰爭已進入尾聲時，英國終於決定派遣遠征軍前往挪威，遠征軍在3月13日開始上船，但因冬季戰爭的結束而被叫回且行動取消，作為替代，英國內閣決定開始在挪威海域佈雷，然後再派部隊登陸。
4月8日時任海軍大臣的溫斯頓·邱吉爾宣佈英國海軍將要在挪威海域佈雷，一艘英國驅逐艦也在當日開始在挪威海域佈設第1顆水雷，而第1批德國侵略船團秘密在4月3日出發，預定4月9日執行作戰計畫，正好就在邱吉爾宣佈佈雷令的隔一天。
結果在外界看來，德國對於英國佈雷計畫以及破壞挪威中立的反應，都顯示出難以置信的迅速，這也被德國當局當作隔日出兵的理由。

## 入侵丹麥

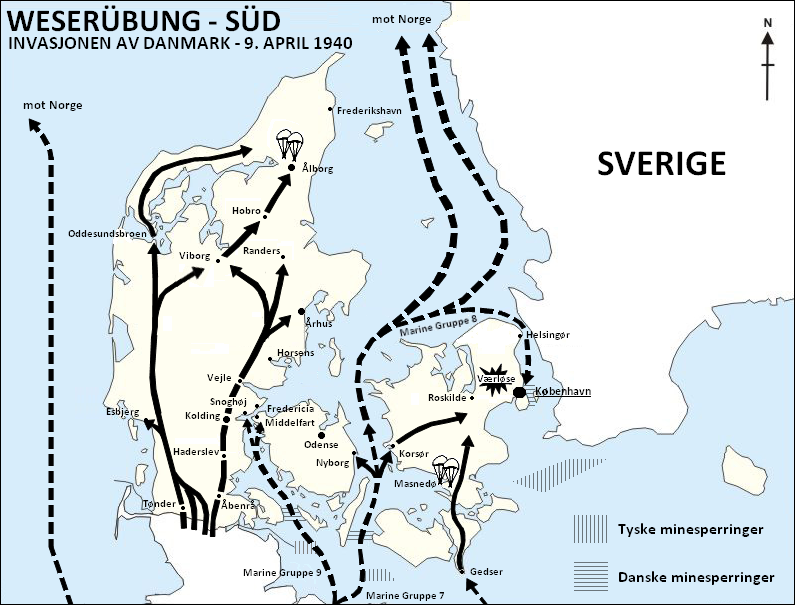
德軍進攻丹麥的路線

1939年，德國與丹麥簽訂互不侵犯的和平條約。在戰略上丹麥比較不那麼重要，除了作為對挪威作戰的集結區外，沒有太大的戰略意义。當然作為一個與德國接壤的國家，丹麦還是必須受到一些控制的。该国國土小且相對平坦，是德國陸軍作戰的理想地點，丹麥弱小的陸軍沒太多成功抵抗的可能，丹麥士兵僅14,000多人，其中8,000人是在2月以及3月徵召入伍，其士兵訓練水準低下，也幾乎沒有裝甲部隊。
1940年4月9日5時德國空降兵在無人駐守的馬德尼索（Madneso）要塞以及奧爾堡（Aalborg）機場空降，6時隱藏在哥本哈根港口一艘商船內的德國步兵營發動攻擊，企圖捕獲丹麥國王以及王室成員，而德國第21軍的兩個師也越過了國境入侵日德蘭半島，由於實力懸殊，丹麥軍隊除了守衛位於哥本哈根的皇宮，與德軍短暫交戰之外，幾乎沒什麼抵抗。9時20分在幾個分隊的He 111轟炸機和Do 17轟炸機呼嘯過天空威脅轟炸哥本哈根平民的恐嚇之下，年邁的克里斯蒂安十世國王幾乎是立刻投降，以換取對國內事務的自主權，當日德軍便佔領丹麥全境。接下來便是相对溫和的丹麥佔領時期，特別在1943年夏之前，而这同時也延後了對丹麥猶太人的逮捕和驅逐，使得他们幾乎全部撤離至瑞典。在戰前估計的約有8,000名丹麥猶太人中，被驅逐者少於500人、死亡者则不到50人。
雖然丹麥和其餘斯堪地那維亞国家大致上沒什麼軍事實力，但他們有戰略、經濟和思想方面的重要性，就如第二位德國全權大使維尔納·貝斯特博士（Werner Best）所稱：「丹麥的農業提供了可觀的經濟援助，也是與瑞典的重要接口」。

## 入侵挪威

### 動機和戰鬥計畫
挪威對德國之所以重要有兩個主要原因：作為海軍單位的基地，以騷擾盟軍北大西洋航運，挪威北方長海岸線是出動U艇攻擊英國北大西洋商船的極好地點，和確保經由納爾維克的瑞典鐵礦運輸順暢。
入侵挪威任務交由尼古拉斯·馮·法爾肯霍特大將率領的第21軍負責，包含以下主要部隊：
- 第163步兵師
- 第69步兵師
- 第169步兵師
- 第181步兵師
- 第214步兵師
- 第3山地師

德國入侵部隊分成多部由不同船團運載：

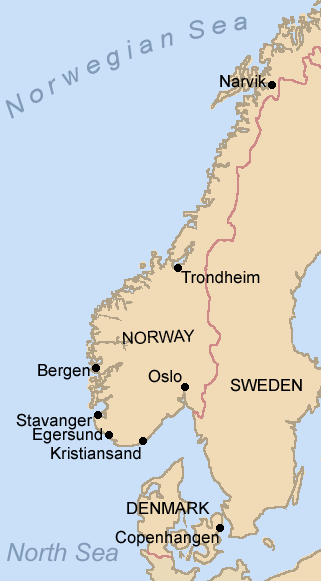
德軍第1階段登陸地點

1. 戰鬥巡洋艦：沙恩霍斯特级战列巡洋舰和格奈森瑙号战斗巡洋舰遠距掩護，10艘驅逐艦運載爱德华·迪特爾將軍率領的2,000人山地部隊前往納爾維克。
2. 重巡洋艦：希佩尔海军上将号重巡洋舰和4艘驅逐艦和登陸部隊1,700人前往特朗赫姆。
3. 輕巡洋艦：科隆号和柯尼斯堡号、砲術訓練艦制动器號（英语：German training ship Bremse）、運輸艦卡尔·彼得斯號、兩艘魚雷艇、5艘摩托魚雷艇和登陸部隊1,900人前往卑爾根。
4. 輕巡洋艦：卡尔斯鲁厄號、3艘魚雷艇、7艘摩托魚雷艇和登陸部隊1,100人前往克里斯蒂安桑。
5. 重巡洋艦：布吕歇尔號、重巡洋艦（前袖珍戰艦）吕措號、輕巡埃姆登號、3艘魚雷艇、8艘掃雷艦和登陸部隊2,000人前往奧斯陸。
6. 4艘掃雷艦和登陸部隊150人前往埃格尔松。

### 過程

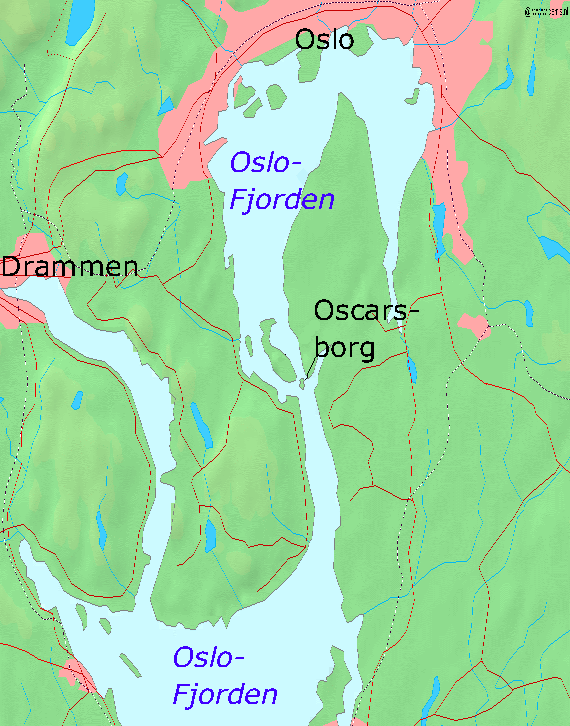
奧斯陸峽灣和奧斯卡要塞

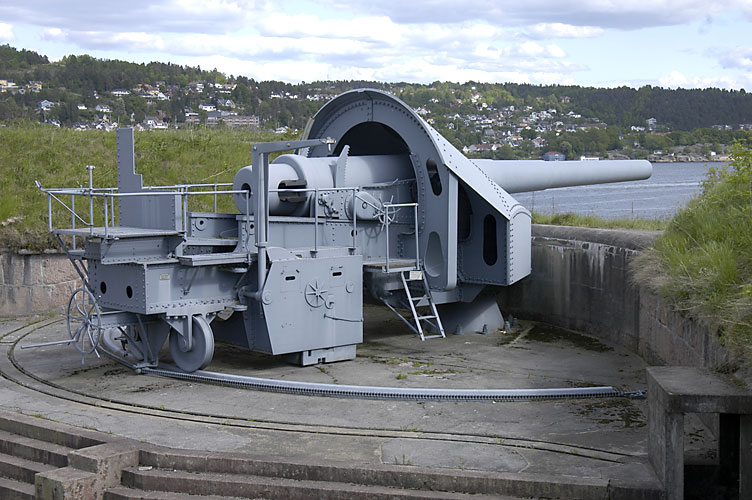
一門放在奧斯卡博格要塞的280毫米砲，是其中一門擊沉德國重巡洋艦布呂歇爾號的大砲

1940年4月8日傍晚挪威巡防艇Pol III號發現北上中的德國第5戰鬥群，在與德軍短暫接火後被俘虜，她的船長是挪威在這場戰爭的第一個犧牲者。
除了奧斯陸和克里斯蒂安桑，所有德國船團皆在預定時間完成登陸；在克里斯蒂安桑，登陆部队在早上10點才成功突破岸防，比預定時間慢了6小時。
1940年4月9日，德國第5戰鬥群以重巡洋舰布吕歇尔號為首沿著奧斯陸峽灣北上，在5點15分接近位於峽灣最窄處的奧斯卡博格要塞時，布吕歇尔號被島上已有48年歷史的德國製克虜伯280毫米砲命中，之後機房又被命中了兩枚40年前製的魚雷失去控制，6點23分時布吕歇尔號翻覆沉沒，其上2,202名船員和战斗人员中有830名死亡，船團的其餘船隻因誤以為布吕歇尔號撞到水雷因而讓部隊提早上岸，這使得奧斯陸不至於在清晨受到攻擊。
此延誤让挪威皇室和國會有足夠的時間帶著國寶和黃金一起轉進。挪威從未向德國投降，而吉斯林政府未获合法地位。因此挪威不属于被征服国家，能够以盟軍的身分参战。
威瑟演習作戰的其中一個重要部分，是用傘兵進攻奧斯陸和斯塔萬格附近的機場，這是歷史上第一次的空降作戰，其中進攻奧斯陸福尼布（Fornebu）機場的計畫險些變成德軍災難，第一批運載340名傘兵的29架Ju-52因天候不良撤回，後續機隊也因此被命令撤回，但卻因溝通不良，導致後續機隊實際上仍然繼續前進，由於福尼布機場幾乎沒有什麼防禦，因此德軍仍然順利降落並成功佔領機場，隨著德軍不斷從機場抵達，奧斯陸在中午淪陷。
哈康七世國王和國會先德軍一步向北轉進，吉斯林成為歷史第一個用無線電宣告政變的人。
盟軍援軍部隊4月14日開始在挪威各處抵達，但因主要港口皆控制在徳軍手上，重武器和後勤運送都出現困難，但盟軍仍成功奪回主要目標納爾維克，並將港口完全破壞。
6月7日哈康國王和國會轉進英國成立流亡政府，6月9日盟軍最後在納爾維克的部隊完成撤離，次日挪威淪陷。此次作戰耗費德國兩個月的時間，是二戰被德國侵略的國家中支撐第二久的國家，第一是蘇聯。

## 外部連結
- A detailed article about the German invasion of Denmark
- A short introduction to the German invasion of Norway（页面存档备份，存于）
- Norway 1940: A detailed description of the chain of events
- The Royal Navy: Norwegian invasion and campaign
- Directive for "Fall Weserübung"
- T.K. Derry: The Campaign in Norway （页面存档备份，存于）
- Halford Mackinder's Necessary War （页面存档备份，存于） An essay describing Operation Weserübung in a larger strategic context